# Catwalk
En catwalk (på engelsk også runway) er en smal, normalt fald, platform der går ud i et auditorium eller mellem sektioner af et udendørs område, som bruges af en model til at demonstrere tøj og accessories under et modeshow.
I modejargon bruges udtrykket "what's on the catwalk" ("hvad er der på catwalken") eller lignende formuleringer til at omtale hvad der er nyt og populært inden for moden.